# 헤뤼다시

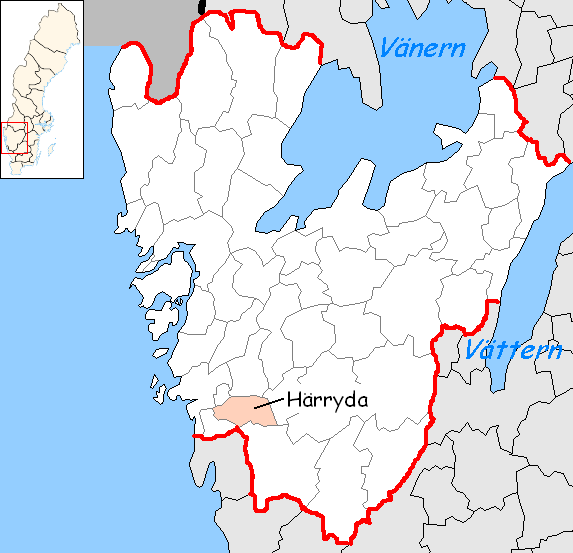
헤뤼다 시의 위치

헤뤼다시(스웨덴어: Härryda kommun)는 스웨덴 베스트라예탈란드주에 위치한 지방 자치체로 행정 중심지는 묄른뤼케이며 면적은 291.09km2, 인구는 37,108명(2016년 12월 31일 기준), 인구 밀도는 130명/km2이다.

시 문장